# 2020년 니스 흉기 테러
2020년 10월 29일, 프랑스 니스 니스 노트르담 대성당에서 알라후 아크바르라고 외친 남성이 3명을 나이프로 공격하여 살해한 사건이 발생하였다. 튀니지인 용의자는 경찰에 의해 총에 맞고 구금되었다. 니스 시장은 이 사건이 이슬람 극단주의에 기인한 "테러 공격"이라고 표현하였다.

## 같이 보기
- 2020년 빈 테러
- 이슬람 테러리즘